# Radoslav Židek
Radoslav Židek (Žilina, Tchecoslováquia, 15 de outubro de 1981) é um snowboarder eslovaco. Židek foi medalhista de prata do snowboard cross nos Jogos Olímpicos de Inverno de 2006 em Turim.